# Shunka Warak'in
Shunka Warak'in (Shunka Ware'kin, Sunka Waregin, Sunka Are Gian, Ringdocus), Shunka Warak'in noćno je čudovište iz folklora Iowaya. Njegovo ime znači "odvodi pse", jer se kaže da noću lovi obiteljske pse. Rečeno je da je to zvijer nalik velikom vuku, s ljudskim kricima. Shunka Warak'in neki ljudi povezuju s bićem nalik hijeni iz lokalnog folklora Montane zvanim "ringdocus".